# Chaskovska reka
Chaskovska reka (bulgariska: Хасковска река) är ett vattendrag i Bulgarien.   Det ligger i regionen Chaskovo, i den centrala delen av landet, 220 km öster om huvudstaden Sofia.
Trakten runt Chaskovska reka består till största delen av jordbruksmark. Runt Chaskovska reka är det ganska tätbefolkat, med 129 invånare per kvadratkilometer.